# ميخائيل بيترنكو
ميخائيل بيترنكو هو مغني أوبرا روسي، ولد في 29 ديسمبر 1975.

## وصلات خارجية
- ميخائيل بيترنكو على موقع IMDb (الإنجليزية)
- ميخائيل بيترنكو على موقع ميوزك برينز (الإنجليزية)
- ميخائيل بيترنكو على موقع أول ميوزيك (الإنجليزية)
- ميخائيل بيترنكو على موقع ديسكوغز (الإنجليزية)
- ميخائيل بيترنكو على موقع قاعدة بيانات الفيلم (الإنجليزية)